# Самаджвади парти
Партия Самаджвади (англ. Samajwadi Party, хинди समाजवादी पार्टी, маратхи समाजवादी पक्ष, гудж. સમાજવાદી પાર્ટી, урду سماج وادی پارٹی‎; в дословном переводе — «Социалистическая партия») — индийская региональная политическая партия, осуществляющая свою деятельность преимущественно в штате Уттар-Прадеш. Основана 4 октября 1992 года, возникла при распаде партии Джаната дал. Позиционирует себя как демократическая социалистическая партия. 
С момента образования по 2017 год партию возглавлял Мулаям Сингх Ядав, в 1989—1991, 1993—1995 и 2003—2007 годах занимавший пост главного министра Уттар-Прадеш, а в период с 1996 по 1998 год бывший министром обороны Индии.